# Nagant M1895

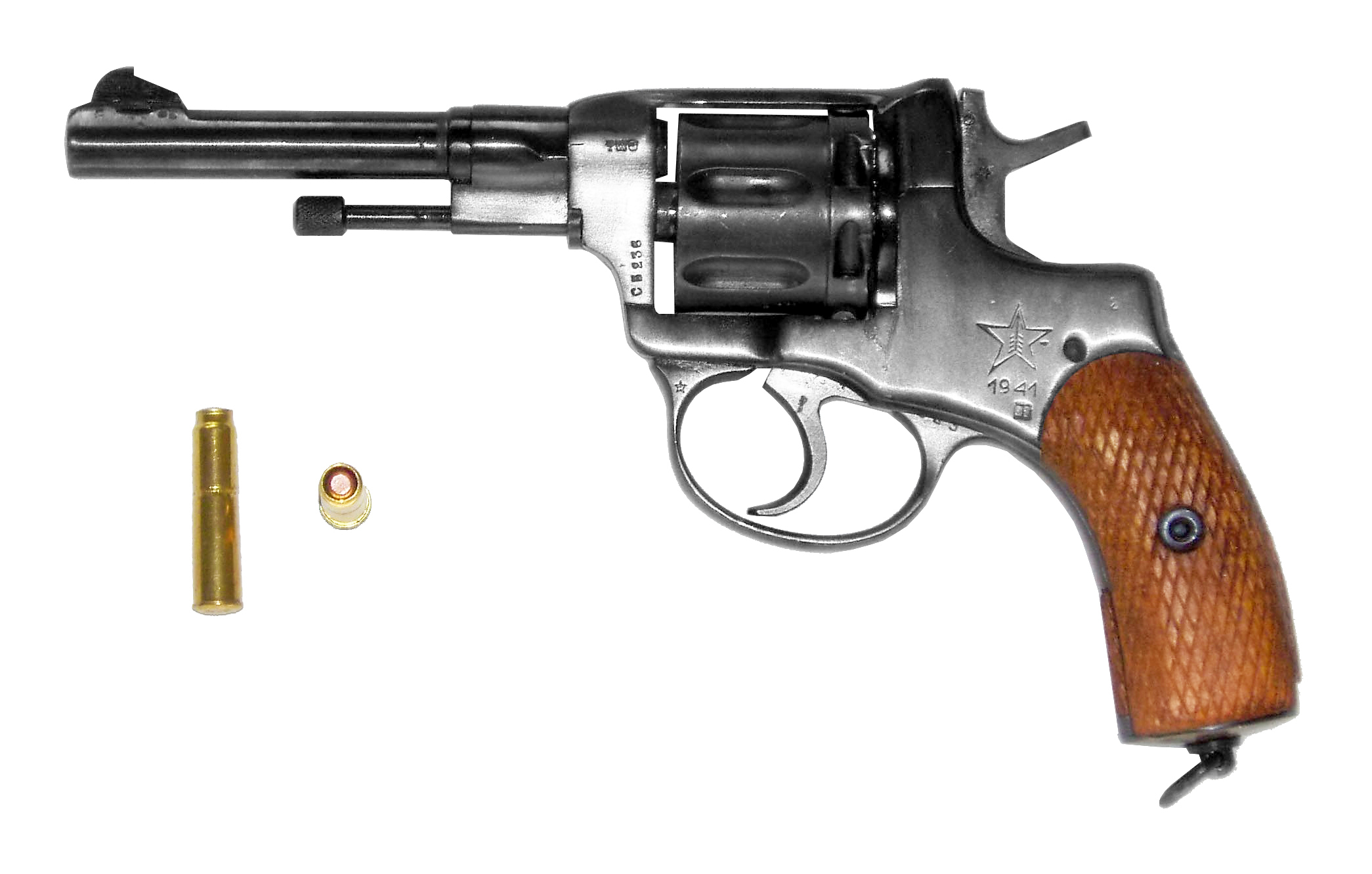
Nagant Revolver

De Nagant is een revolver die in opdracht van de tsaar van Rusland in 1895 werd ontworpen door de Belgische fabrikant Léon Nagant en was zo geliefd in het rijk van de tsaren en later van de Russische communisten, dat наган (nagan) een synoniem werd voor revolver. Russische revolutionairen gebruikten zeven Nagant revolvers om in juli 1918 de familie van de tsaar en hun personeel te vermoorden.
De revolver werd geproduceerd tot eind jaren veertig van de twintigste eeuw. De Nagant kreeg in 2006 het predicaat "antiek", waardoor het bezit van het wapen in België legaal werd. Ook de munitie werd legaal verkrijgbaar.
Dit had tot gevolg dat er naar schatting 100.000 van deze wapens in België geïmporteerd zijn en voor weinig geld te koop waren. In 2013 werd het wapen weer verboden in België.
Een Nagant uit 1932 werd onder andere gevonden bij de terrorist Amédy Coulibaly (27 februari 1982 – 9 januari 2015), die op 7 en 8 januari 2015 aanslagen pleegde in Parijs, waarbij vier doden vielen. Ook werd het wapen aangetroffen bij een Nederlandse wapenhandelaar. In 2024 gebruikte Richard Kosse eveneens een Nagant revolver bij de dubbele moord in het Drentse Weiteveen.
Ook werd de Nagant gebruikt door onder andere Russische officieren in zowel de Eerste als de Tweede Wereldoorlog.